# Комсомольский железнодорожный мост
Комсомольский железнодорожный мост — второй железнодорожный мост в системе Транссибирской магистрали, проходящий через реку Обь. Построен в 1930—1931 годах по проекту конторы Мостотрест в крайне сжатые сроки. Считается, что это была первая в Новосибирске ударная комсомольская стройка начала 1930-х годов. В то время мост был самым большим двухпутным мостом в СССР.

## История
В начале 30-х годов намечалось активное освоение Кузнецкого угольного бассейна и развитие Сибири в целом. Поэтому было принято решение о строительстве новой железнодорожной линии «Ленинск-Новосибирск», протяжённостью более 300 км. Для этого необходим был второй мост через Обь. Проект нового моста был разработан в Мостострое. Конструкция должна была включать 8 металлических пролётов и восьмипролётную каменную эстакаду на пойме. В длину сооружение должно было быть около километра. По решению правительства мост должны были сдать в октябре 1931 года — ко времени сдачи в эксплуатацию линии «Ленинск-Новосибирск».
Работы по созданию опор моста начались в декабре 1930 года при суровых климатических условиях. Рабочие трудились круглосуточно, в три смены. Каменные опоры должны были уходить на большую глубину. Для их установления применялись кессоны — конструкции, образовывающие в водонасыщенном грунте рабочие камеры, свободные от воды. До ледохода предстояло собрать и опустить на дно реки восемь кессонов, затем возвести на них опоры. К этому времени должны быть готовы и все опоры аркады. Строительство производилось в спартанских условиях. Ощущалась острая нехватка в спецодежде (тужурок, валенок, сапогов, рукавиц, шапок, фуфаек). Сложная ситуация была и со строительными материалами и инструментами. Катастрофически не хватало рабочей силы.
На строительство моста новосибирский горком комсомола мобилизовал всю городскую организацию. Всего на строительстве было задействовано 60 ударных бригад, перевыполняющих нормы порой более чем на 50 %. Проводились массовые воскресники. Иногда в день трудились по 1,5-2 тысячи комсомольцев.
Возведение опор было закончено в сентябре 1931 года. 17 октября 1931 года по новому мосту через Обь прошёл первый железнодорожный состав, а 7 января 1932 года по мосту открылось временное движение. В то время этот мост стал самым большим двухпутным мостом в СССР. За заслуги комсомола в строительстве железнодорожного моста Новосибирский городской Совет депутатов трудящихся присвоил новому сооружению имя Коммунистического Интернационала молодёжи.
Ветка «Обь-Инская» и в частности мост КИМ способствовал существенной разгрузке главного хода Транссибирской магистрали с выходом на горнодобывающие предприятия Кузбасса.
Мост проходит через вытянутый более чем на километр вдоль течения Оби остров Кораблик.